# Shawn Anderson
Shawn Anderson (ur. 7 lutego 1968 w Montrealu) – kanadyjski były hokeista zawodowy. Na przełomie lat 1986–1995 występował w lidze NHL na pozycji obrońcy. Wybrany z numerem 5 w pierwszej rundzie draftu NHL w 1986 roku przez Buffalo Sabres. Grał w drużynach: Buffalo Sabres, Quebec Nordiques, Washington Capitals oraz Philadelphia Flyers.
W sezonach zasadniczych NHL rozegrał łącznie 255 spotkań, w których strzelił 11 bramek oraz zaliczył 51 asyst. W klasyfikacji kanadyjskiej zdobył więc razem 62 punkty. 117 minut spędził na ławce kar. W play-offach NHL brał udział 3-krotnie. Rozegrał w nich łącznie 19 spotkań, w których strzelił 1 bramkę oraz zaliczył 1 asystę, co w klasyfikacji kanadyjskiej daje razem - 2 punkty. 16 minut spędził na ławce kar.

## Statystyki - sezony zasadnicze NHL
| Sezon        | Drużyna             | Liczba meczów | Gole | Asysty | Punkty | Kary w min. |
| ------------ | ------------------- | ------------- | ---- | ------ | ------ | ----------- |
| 1986–1987    | Buffalo Sabres      | 41            | 2    | 11     | 13     | 23          |
| 1987–1988    | Buffalo Sabres      | 23            | 1    | 2      | 3      | 17          |
| 1988–1989    | Buffalo Sabres      | 33            | 2    | 10     | 12     | 18          |
| 1989–1990    | Buffalo Sabres      | 16            | 1    | 3      | 4      | 8           |
| 1990–1991    | Quebec Nordiques    | 31            | 3    | 10     | 13     | 21          |
| 1992–1993    | Washington Capitals | 60            | 2    | 6      | 8      | 18          |
| 1993–1994    | Washington Capitals | 50            | 0    | 9      | 9      | 12          |
| 1994–1995    | Philadelphia Flyers | 1             | 0    | 0      | 0      | 0           |
| Podsumowanie |                     | 255           | 11   | 51     | 62     | 117         |

## Statystyki - Playoffs NHL
| Sezon        | Drużyna             | Liczba meczów | Gole | Asysty | Punkty | Kary w min. |
| ------------ | ------------------- | ------------- | ---- | ------ | ------ | ----------- |
| 1988–1989    | Buffalo Sabres      | 5             | 0    | 1      | 1      | 4           |
| 1992–1993    | Washington Capitals | 6             | 0    | 0      | 0      | 0           |
| 1993–1994    | Washington Capitals | 8             | 1    | 0      | 1      | 12          |
| Podsumowanie |                     | 19            | 1    | 1      | 2      | 16          |